# Рейвичяйское староство
Рейвичяйское староство (лит. Reivyčių seniūnija) — одно из 9 староств Мажейкяйского района, Тельшяйского уезда Литвы. Административный центр — город Мажейкяй.

## География
Расположено на севере Литвы, в Средне-Вянтской низменности, в северной части Мажейкяйского района.
Граничит с Мажейкяйским староством на юге, Мажейкяйским апилинкским — на северо-западе, севере и северо-востоке, Жидикайским — на западе, Лайжувским — на востоке, и Эзерской волостью Салдусского края Латвии — на севере.

## Население
Рейвичяйское староство включает в себя местечко Ляцкава и 11 деревень.